# Estación de Coteau
Coteau está ubicada en Daoust Street en la ciudad de Les Coteaux, Quebec, Canadá. Es una parada opcional en la línea del corredor de Via Rail Ottawa-Montreal. La estación no tiene personal y es accesible para sillas de ruedas.

## Servicios ferroviarios
Desde principios de mayo de 2020, la estación cuenta con una ruta nacional (con conexiones). A partir del 31 de marzo de 2020, las salidas se han reducido a una por día en cualquier dirección debido a la pandemia de coronavirus.
| Tren | Operador | Origen | Paradas intermedias | Destino | Frecuencia |
| ---- | -------- | ------ | --- | ------- | ---------- |
| 22   | Via Rail | Ottawa | Casselman - Alexandria - Coteau - Dorval - Montreal - Saint-Lambert - Saint-Hyacinthe - Drummondville - Charny - Sainte-Foy | Quebec  | 1 por día  |
| 39   | Via Rail | Quebec | Sainte-Foy - Charny - Drummondville - Saint-Hyacinthe - Saint-Lambert - Montreal - Dorval - Coteau - Alexandria - Casselman | Ottawa  | 1 por día  |